# Vikings (film)
Pour les articles homonymes, voir Viking (homonymie).
Pour plus de détails, voir Fiche technique et Distribution.
Vikings (Severed Ways: The Norse Discovery of America) est un film d'aventures dramatique américain de Tony Stone, sorti en 2007.
Il raconte l'histoire, en 1007 apr. J.-C., d'explorateurs vikings luttant contre la nature, les Indiens natifs d'Amérique du Nord et contre le christianisme. Ce film a été écrit, dirigé et produit par Tony Stone qui y tient également le rôle principal.
Le film est tourné d'une manière proche du documentaire, utilisant uniquement la lumière naturelle. Les dialogues sont très peu nombreux et en langue nordique ancienne, sous titrée.
La bande son, très atypique, est presque exclusivement composée de morceaux du genre Black Metal. Le film est volontairement tourné dans un style très brut, authentique, bien loin des standards cinématographiques. À travers la rudesse de la nature, des hommes et des religions, le film montre toute la violence d'une époque décrite comme hostile et rugueuse, plus proche de la survie que de la vie.
Ce film a reçu des critiques mitigées, certains n'appréciant pas le minimalisme de la production et la façon de filmer assez simpliste de Tony Stone, d'autre trouvant au contraire que cela donne son identité à ce film très "roots" dans lequel il est possible de s'immerger totalement pour se sentir très proche des personnages.

## Synopsis
Deux éclaireurs Vikings se retrouvent échoués au nord-est de l'Amérique du Nord, abandonnés par leurs compagnons, des explorateurs repartis à la hâte sur leur navire après une bataille perdue contre ceux qu'ils appellent les Skraelings (les natifs d'Amérique du Nord). Seuls, en terre inconnue, les deux hommes se dirigent vers le nord, espérant sans grand espoir pouvoir rejoindre une expédition menée par Leif Ericson.
Ils choisissent chacun une voie différente pour tenter de se tirer de leur situation peu enviable, l'un se tournant vers la spiritualité, l'autre choisissant de revenir à un mode de vie primaire, mais tous les deux profitent de leur isolement pour se évoquer leur vie en Islande.
Orn (Tony Stone) songe à sa femme (Gaby Hoffmann), et Volnard (Fiore Tedesco) songe à son enfance et à sa sœur, chrétienne, qui s'est suicidée en se jetant d'une falaise après que Volnard a tué l'homme l'ayant convertie au christianisme.
Durant leur périple ils rencontrent deux moines irlandais qui se sont échappés d'une autre expédition viking. Un des deux moines (Sean Dooley) est assassiné par Orn et l'église qu'ils avaient bâtie est incendiée. L'autre moine (David Perry) rejoint le groupe. Les deux vikings ne sont pas d'accord au sujet de la présence du moine dans leur groupe et ils se séparent.
De son côté, Orn rencontre une jolie native indienne du peuple des Abénaquis, (Noelle Bailey) qui le drogue et le viole.
Volnard se lie d'amitié avec le moine rescapé qui lui prodigue un très symbolique lavement des pieds.
Un indien Abénaquis découvre la piste de Volnard et le suit dans l'intention de le tuer. Les deux vikings se réunissent à nouveau, mais Orn tue le moine. L'indien Abénaquis tue Volnard, et Orn tue l'indien, puis construit un bûcher funéraire pour honorer et brûler son compagnon et lui permettre de rejoindre le Valhalla, conformément au rite nordique. L'hiver venu, le froid aura raison de Orn qui, seul et abandonné, périra,.

## Fiche technique
- Titre : Vikings
- Titre original : Severed Ways: The Norse Discovery of America
- Réalisation : Tony Stone
- Scénario : Tony Stone
- Photographie : Nathan Corbin et Damien Paris
- Montage : Tony Stone
- Production : Tony Stone
- Société de production : Heathen Films
- Société de distribution : Magnet Releasing (États-Unis)
- Pays :  États-Unis
- Genre : Aventure, drame et historique
- Durée : 107 minutes
- Dates de sortie : 
  -  États-Unis : 22 juin 2007

## Distribution
- Tony Stone : Orn[3]
- Fiore Tedesco : Volnard
- Gaby Hoffmann : la femme d'Orn
- Clare Amory : la sœur de Volnard
- David Perry : moine irlandais
- Sean Dooley : second moine irlandais
- Noelle Bailey : l'indienne Abénaquis
- Nathan Corbin : l'esclave viking
- James Fuentes : l'indien Abénaquis

## Thème
Le film est inspiré de l'histoire réelle de Thorfinn Karlsefni, un explorateur islandais qui accompagna Leif Ericson au Vinland (Amérique du Nord) en espérant y établir une colonie au début du XIe siècle.

## Production
Le tournage de Severed Ways a été réalisé dans le Maine, le Newfoundland, ainsi que dans L'Anse aux Meadows, un ancien site viking, mais la plupart des scènes théâtre des aventures des deux vikings ont été tournées dans le très rural Vermont, durant plusieurs années (jusqu'en automne 2006), dans une propriété boisée appartenant à la famille de Tony Stone. Ce dernier, habitant à New York City, connait bien cette région pour y avoir passé " trois ou quatre mois par an" durant toute son enfance. Pour le film, il souhaitait s'établir dans un endroit où il pourrait faire ce qu'il souhaitait, sans devoir subir les limites qu'imposent les grandes villes.
Avec un très petit budget pour un grand projet, Stone a utilisé deux caméras légères HD PRO digital video et dans un souci de réalisme n'a utilisé que la lumière naturelle comme éclairage. Stone a expliqué qu'il avait employé une technique de caméra saccadée au début du film pour faire ressentir au spectateur les émotions désordonnées, que devaient ressentir les deux personnages principaux, paniqués d'être perdus dans un pays inconnu. Au fur et à mesure du déroulement de l'histoire, Stone ralentit les mouvements de caméra, afin de faire ressentir l'effet apaisant que pouvait avoir la nature, dans laquelle les deux vikings perdus ont trouvé refuge et qui les abrite, et en quelque sorte faire raconter cette histoire "par les arbres et la forêt".
Ce film n'a pas été classifié, ni soumis à validation par la Motion Picture Association of America film rating system. Dans le film, Stone est montré en train de déféquer et il décapite et vide un poulet. Le film comporte des scènes violentes.
Les personnages parlent très peu dans le film. Quand ils le font, c'est en Vieux norrois ou dans le langage du peuple Abénaquis. Ces langues anciennes sont sous-titrées;
Le film reproduit une scène de La Guerre du feu dans laquelle un tison est lancé aux loups.

### Musique
La bande son, essentiellement black metal et death metal, est tirée d'extraits de morceaux de Old Man's Child, Melissa Auf der Maur, Dimmu Borgir, Morbid Angel, Brian Eno, Judas Priest, Popol Vuh et Queens of the Stone Age,,. Tony Stone a choisi ce style musical car il correspondait selon lui à l'état d'esprit et au système de pensée de ces vikings... à leur esprit guerrier, leur dureté, leur vie de batailles et le côté païen."
Des extraits de plusieurs morceaux de Burzum sont également repris. Varg Vikernes, fondateur du projet musical solo connu sous le nom de Burzum, a été reconnu coupable en 1994 du meurtre de Øystein Aarseth (alias Euronymous), un musicien norvégien de Black Metal ayant fait partie du même groupe que Varg Vikernes, et a été condamné pour l'incendie de quatre églises chrétiennes en bois, en Norvège. Comme Varg Vikernes, Orn, le personnage joué par Stone dans le film, déteste le christianisme et reste fidèle à ses croyances en Odin et Thor, piliers de la mythologie nordique que le christianisme est, à l'époque du film, en train de supplanter.

## Sortie
Severed Ways a été projeté en avant-première le 8 juin 2007 dans le cadre du Los Angeles Film Festival.
Il est ensuite officiellement sorti en salle à New York City le 13 mars 2009, dans un seul cinéma : le Angelika Film Center. et est resté à l'écran deux semaines, faisant $18,728 de recette au box office.
Il est sorti en DVD chez Magnet Releasing et Magnolia Home Entertainment le 28 juillet 2009.
Le DVD offre en bonus six minutes de scènes coupées, des scènes de nature et la scène de l'incendie de l'église. En Australie, le DVD a été déconseillé aux moins de 15 ans en raison de "thèmes violents" Restricted MA15+ ."